# Władysław Kadłubiec
Władysław Kadłubiec (zm. 4 września 2024) – polski agronom, dr. hab., profesor UPWr.

## Życiorys
W 1980 r. obronił pracę doktorską pt. Wartość informacyjna cech użytkowych mieszańców F2 pszenicy ozimej, której promotorem był prof. Władysław Lonc, w 2002 r. habilitował się na podstawie pracy zatytułowanej Studia nad genetyczną zmiennością i zdolnością kombinacyjną mieszańcowych i populacyjnych odmian żyta.
Został skarbnikiem Polskiego Towarzystwa Łubinowego, a także członkiem Polskiego Towarzystwa Biometrycznego i Polskiego Towarzystwa Genetycznego.

## Odznaczenia i wyróżnienia
- Srebrny Krzyż Zasługi[1]
- Nagroda Rektora (szesnastokrotnie)[1]